# Sveti Arkadije
Arkadije je bio ranokršćanski svetac i mučenik.

## Životopis
Živio je u Cezareji za vrijeme rimskoga cara Galijena. Vidjevši kako namjesnik rimske pokrajine proganja kršćane bježi iz grada u neko selo. Kada su primjetili njegov izostanak na jednoj od svečanosti poslali su vojsku po njega. U kući se tada nalazio jedino njegov rođak te su ga uhitili jer nije želio reći gdje je Arkadije.
Nakon toga se Arkadije sam javio namjesniku koji mu je obećao oslobođenje ako žrtvuje rimskim bogovima. Nakon što je odbio, bio je podvrgnut mučeništvu te su mu odsječeni zglobovi, ruke, podlaktice, pa ramena.

## Štovanje
Spomendan mu se slavi 12. siječnja.

### Knjige
- Iveković, Francisko. 1892. Životi svetaca i svetica Božjih: Siječanj, veljača, ožujak. Dijel 1. 2. izdanje. Hrvatsko katoličko tiskovno društvo. Zagreb.
- Lach, Maksimilijan. 1939. Životi svetaca za svaki dan u siječnju. 1. Hrvatsko književno društvo sv. Jeronima u Zagrebu. Zagreb.